# Bataille d'Ollantaytambo

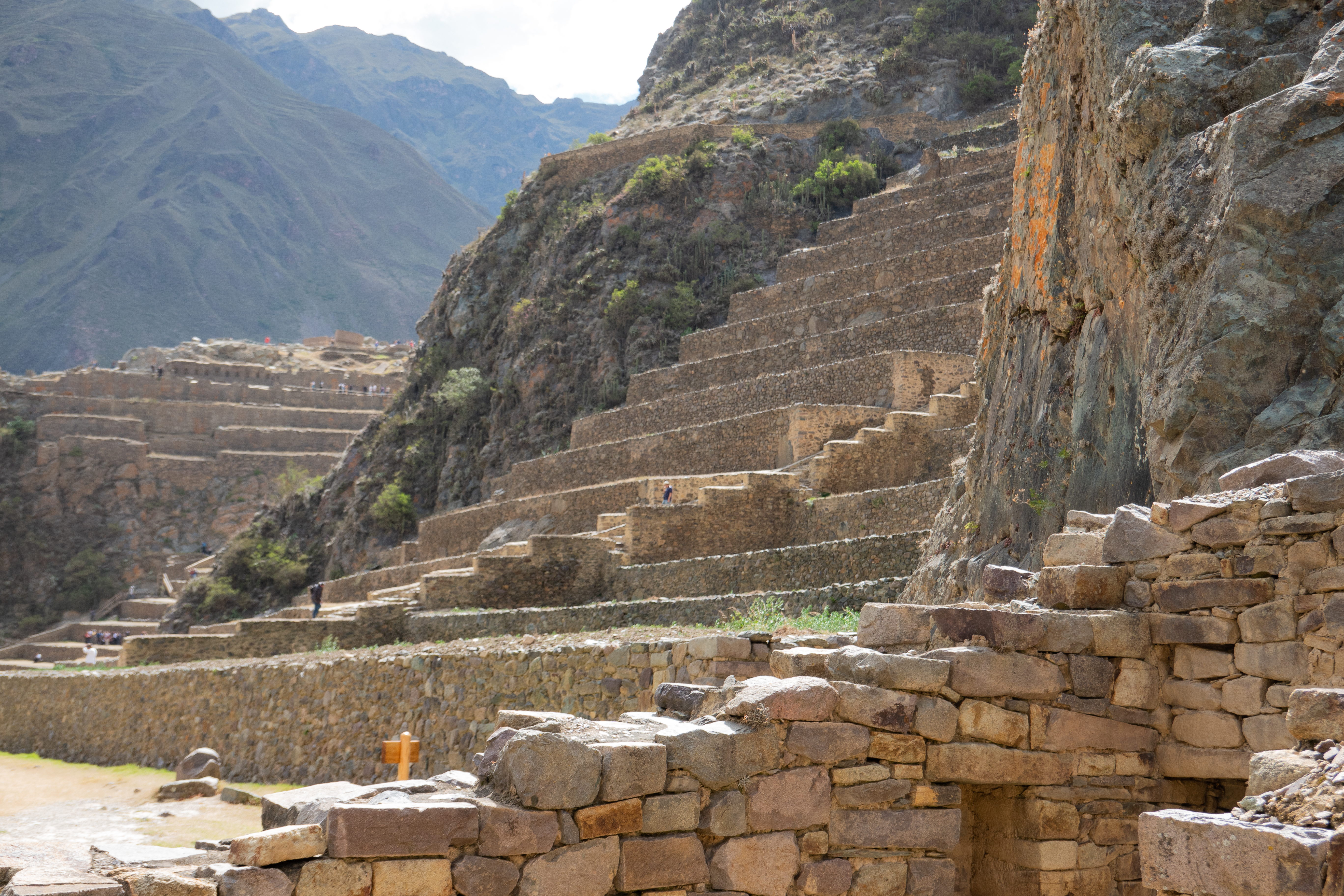
Colline du Temple à Ollantaytambo

La bataille d’Ollantaytambo a eu lieu en janvier 1537 entre les forces de l'empereur Inca Manco Capac II et une expédition espagnole dirigée par Hernando Pizarro lors de la conquête de l'Empire inca. Ancien allié des Espagnols, Manco Capac II se rebella en mai 1536 et assiégea une garnison espagnole dans la ville de Cuzco. Les assiégés, montèrent en retour un raid contre le quartier général de l'empereur dans la ville d'Ollantaytambo avec une force essentiellement composée d'auxiliaires amérindiens.